# نادي الصنوبر
نادي الصنوبر هو منتجع بحري يقع على بعد 25 كم غرب الجزائر العاصمة، في بلديتي الشراقة وسطاوالي في الجزائر.

## نبذة تاريخية
استمد اسم نادي الصنوبر اسمه من غابة الصنوبر المجاورة للبحر، بالقرب من منتجع موريتي البحري. عند الاستقلال، تم بناء قرية سياحية صغيرة أسفل هذه الغابة، أمام شاطئ رملي طويل. تم بناء شاليهات وبنغالوهات وكان السياح يتدفقون هناك كل صيف خلال السبعينيات والثمانينيات لقضاء عطلاتهم هناك.
في عام 1992، في بداية الحرب الأهلية الجزائرية التي عصفت بالبلاد، قررت السلطات الجزائرية تحويل نادي الصنوبر إلى مقر إقامة حكومي محمي للغاية، للحصول على موافقة آمنة من عائلات الشخصيات البارزة. شريطة وجود محظورات خاصة فيما يتعلق بالصيد، والزراعة، وما إلى ذلك، فإن إدارتها موكلة إلى حميد ملزي، وهو صديق مقرب لرئيس دائرة الاستعلام والأمن (المخابرات الجزائرية) ، الفريق محمد مدين، المدعو "توفيق"، مما يتيح للأخير أن يطلع على المضيفين الذين يستفيدون من المكان.
في عام 2019، وبينما يواصل الحراك الشعبي المطالب برحيل رئيس الجمهورية عبد العزيز بوتفليقة كل يوم جمعة، يحاول الرئيس المؤقت عبد القادر بن صالح تنظيم مؤتمر لمراجعة اللجنة الانتخابية في قصر الأمم التابع لنادي الصنوبر. يتم إيواء وزراء حكومة بدوي الجديدة مباشرة في فندق شيراتون. في سلسلة الإقالات التي تحدث مع طرد رموز نظام بوتفليقة، تم فصل حميد ملزي من إدارة نادي الصنوبر. وتم تعيين مدير العمليات، مراد عمروش، خلفا له.